# Szőc
Szőc is een plaats (község) en gemeente in het Hongaarse comitaat Veszprém. Szőc telt 429 inwoners (2005).